# Despegue desde distancia cero

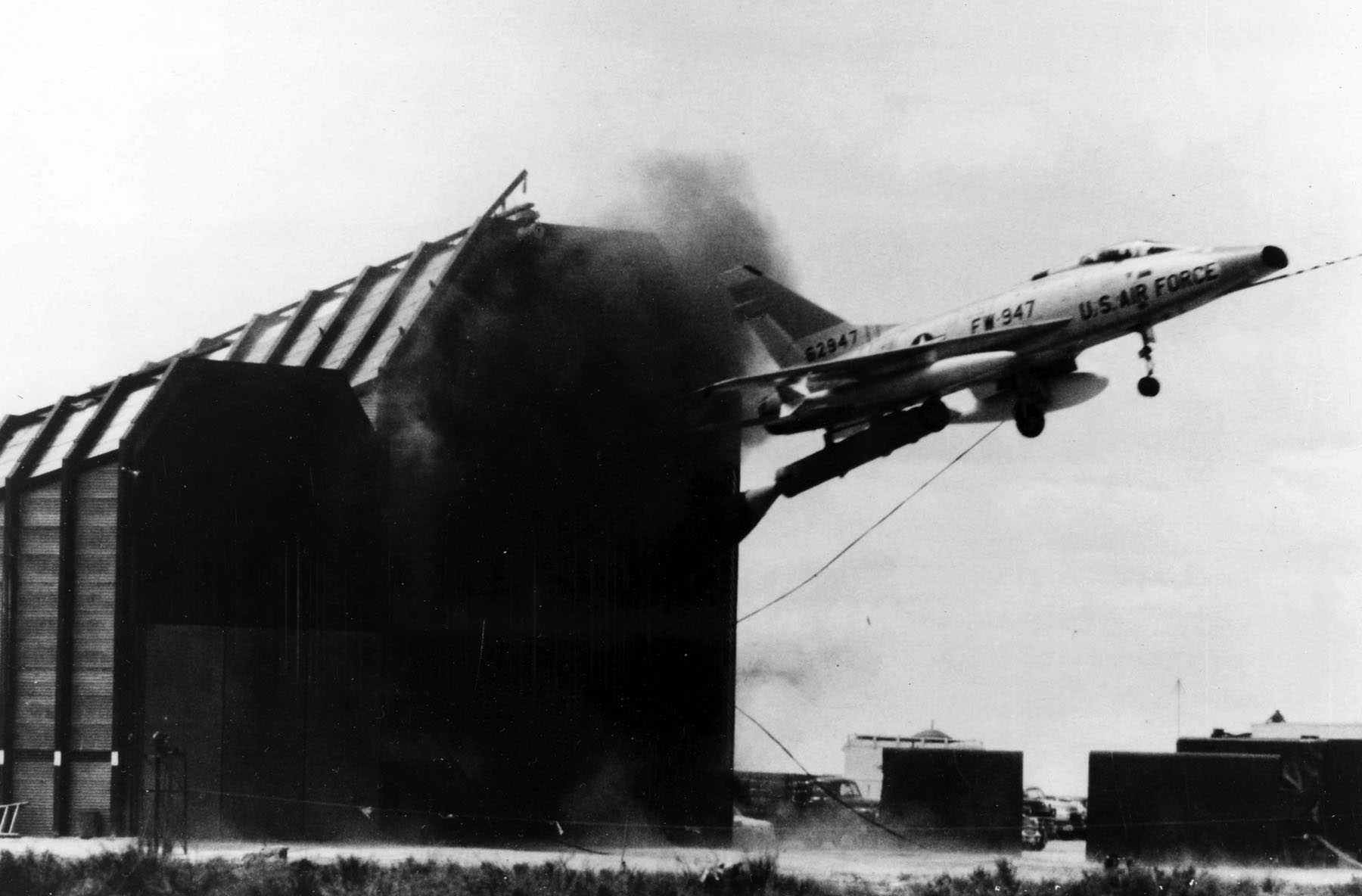
Imagen del momento del despegue de un North American F-100D Super Sabre con capacidad ZLL.

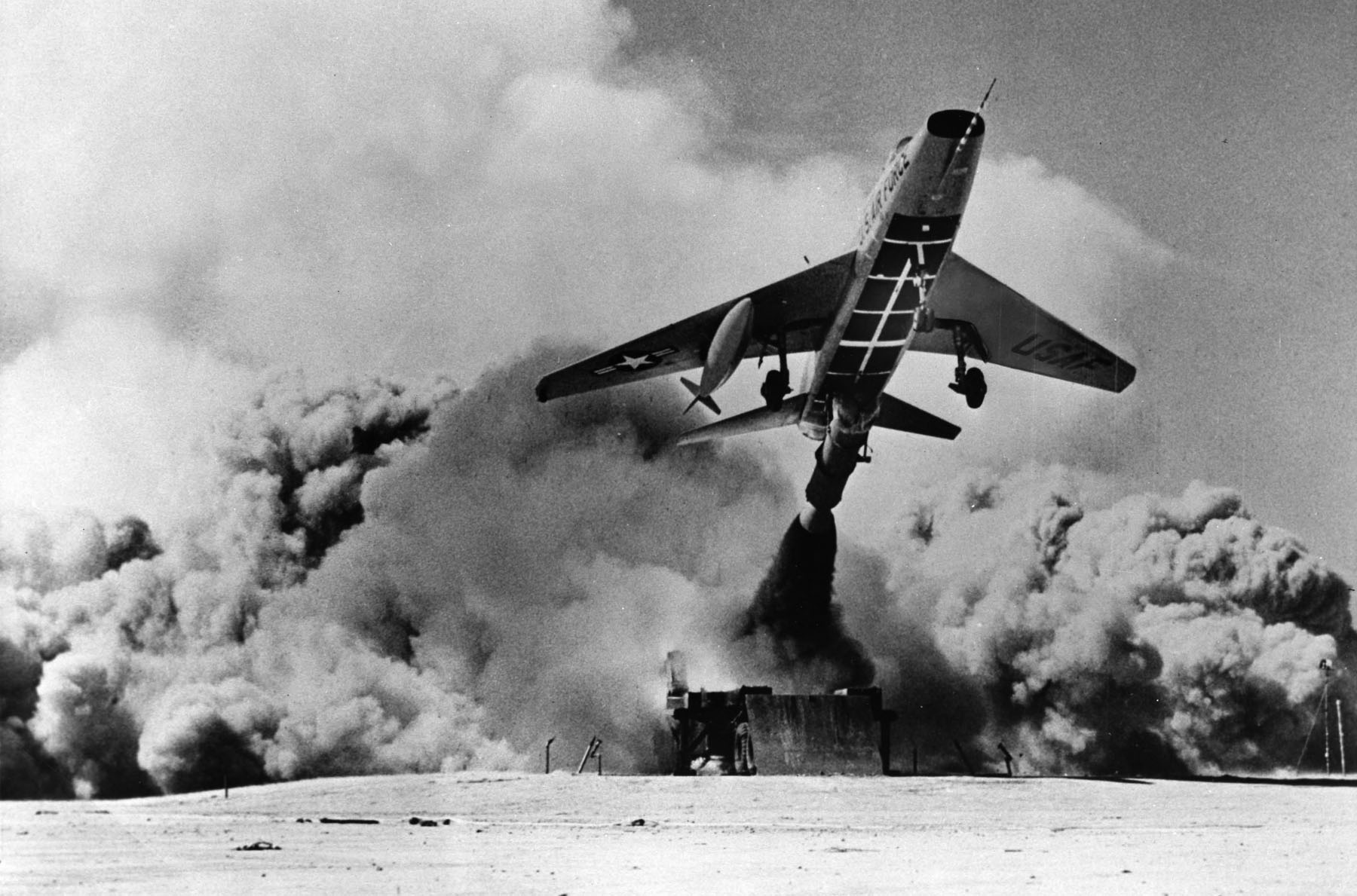
Imagen del momento del despegue de un North American F-100D Super Sabre con capacidad ZLL.

El despegue desde distancia cero, también conocido como ZLL (acrónimo en inglés de Zero Length Launch) o ZLTO (Zero Length Take-Off), es un sistema de despegue consistente en colocar a los cazas a reacción y aviones de ataque sobre cohetes conectados a plataformas de lanzamiento móviles. La mayoría de los experimentos de este tipo ocurrieron en los años 1950, durante la Guerra Fría.
La ventaja primaria de este sistema es la eliminación de la necesidad de un aeródromo, que resulte vulnerable para despegues. En caso de un ataque repentino, las fuerzas aéreas podrían presentar una defensa aérea y lanzar ataques aéreos aun teniendo sus propias bases destruidas. Lanzando el avión con cohetes elevadores, el sistema demostró no tener problemas, pero los sistemas de lanzamiento de longitud cero todavía requerían una pista de aterrizaje convencional para permitir que el avión aterrizara. El lanzador móvil resultó ser también demasiado voluminoso y difícil de mantener económicamente. La seguridad también habría sido una función realizable con lanzadores móviles, sobre todo si eran equipados con aviones de ataque nucleares.
Las Fuerzas Aéreas estadounidense, alemana y soviética fueron las que experimentaron con despegues de longitud cero. Todos los trabajos sobre los aviones con estas características fueron abandonados debido a preocupaciones logísticas y a la eficacia creciente de los misiles balísticos, aunque gracias a estos proyectos se pudieron desarrollar aviones con características STOL (despegue y aterrizaje corto) y VTOL (despegue y aterrizaje vertical).

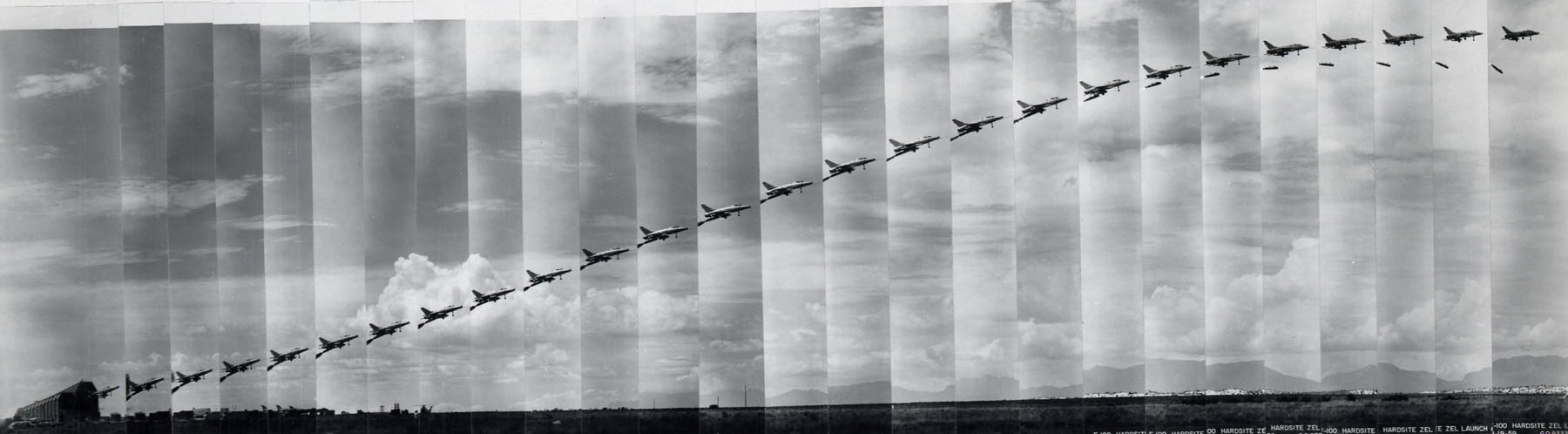
Secuencia de imágenes del despegue de un North American F-100D Super Sabre con capacidad ZLL.

## Aviones involucrados en experimentos ZLL
- Republic F-84 Thunderjet
- North American F-100 Super Sabre
- Lockheed F-104 Starfighter
- Mikoyan-Gurevich MiG-19
- North American XF-108 Rapier